# Ömer Aşık
Ömer Faruk Aşık (Bursa, Turquia), 4 de juliol de 1986) és un exjugador professional de bàsquet turc, que ha jugat a diferents equips de l'NBA.